# Ältestes bayerisches Herzogsurbar

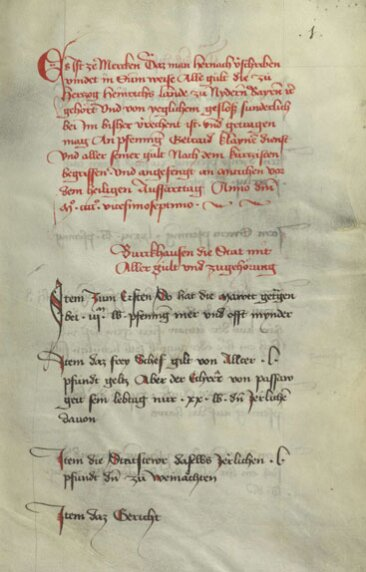

Das Älteste bayerische Herzogsurbar, auch Urbarium Ducatus Baiuwariae antiquissimum ex anno 1240 (!) genannt, ist ein Urbar, das in den ersten Regierungsjahren Herzog Ottos II. zwischen 1231 und 1234 angelegt wurde.
Vorarbeiten dazu stammen aus der Hofkanzlei seines Vorgängers Ludwig der Kelheimer. Zweck des Urbars war zum einen die Dokumentation des Grundbesitzes, das dem herzoglichen Obereigentum unterstand, und zum anderen die möglichst vollständige Erfassung der regelmäßigen herzoglichen Einkünfte, gleichgültig aus welchen Rechtstiteln. Dabei überwogen Naturalabgaben, nur zwei Ämter (Karlstein und Schwandorf) leisteten fast ausschließlich Gelddienste.

## Form
Die Originalhandschrift des Ältesten bayerischen Herzogsurbars  ist im Bayerischen Hauptstaatsarchiv München überliefert. Dabei handelt es sich um einen 17 × 24,5 cm großen Pergamentband. Das Urbar ist in deutscher Sprache auf 104 nummerierten Blätter geschrieben und in relativ einfacher Buchschrift des 13. Jahrhunderts niedergeschrieben. Marginalien sind mit einer Ausnahme lateinisch abgefasst. Die Überschriften und die Initialen sind rubriziert und mit roter Tinte ausgeführt.
Aufgrund seiner sehr sauberen und regelmäßigen äußeren Form und der durchdachten Struktur ist anzunehmen, dass es bereits vorher schriftliche Aufzeichnungen von urbariellem Charakter in der bayerischen Herzogskanzlei gegeben haben muss. Die Einträge sind durchgängig von einer Hand in Buchschrift festgehalten. Die rot geschriebenen Überschriften stammen von einer zweiten Hand, einem Rubrikator. Die meisten Marginalien hingegen stammen von der Haupthand. An drei Stellen finden sich Nachträge, die durch abweichende Schrift als Werke anderer Schreiber ausgewiesen sind; in einem Falle wurde außerdem Latein verwendet. Eine Identifikation der Schreiber (Mitglieder der herzoglichen Kanzlei oder Kleriker aus den wittelsbachischen Hausklöstern) ist nicht möglich.
Die einzelnen Güter und Titel werden nach ihrer Zugehörigkeit zu den verschiedenen Ämtern mit genauer Angabe der zu leistenden Abgaben in Naturalien und Geld aufgeführt. Einnahmen stammten von Meierhöfen, Höfen, Hofstätten, Huben, Lehen, von watschar (= Teilstücken von Höfen), Schwaighöfen, Mühlen, Tavernen, Fischgerechtigkeiten, Anteilen an Salzquellen und Salzpfannen, Abgaben aus der Ablösung von Fuhrgerechtigkeiten, von wisot- und werchart- (= Fronarbeit) Diensten, von Zehnten, Einkünfte aus Kloster- und Kirchenvogteien, aus Herbergsrecht, aus situra (= Abgaben, die auf grundherrliche oder vogteiliche Wurzeln zurückzuführen sind), Leistungen des Marchfutters (= Haferabgabe im Zusammenhang mit einer Mark), Abgaben von Geleitrechten, Märkten, Zoll, vom Recht des Goldwaschens, Abgaben aus der Forsthoheit, sog. Forsthafer, Getreidedienste, Schweinegült, Kleindienst (Abgabe von Loden, Honig, Brot, Bier, Nüsse, Weinzinse, Böcke und Marderfelle, Heu) und Pfenniggeld. Grundlagen des Urbars waren vorhandene Urkunden, Auskünfte der Pflichtigen vor Ort sowie von Personen, die aufgrund ihres Alters und ihrer Stellung zur Berichtlegung besonders befähigt waren, darunter Richter, Schergen und Kastner. Die Auskünfte wurden durch besondere Amtsleute (sog. precuratores) erhoben.

### Beispiel

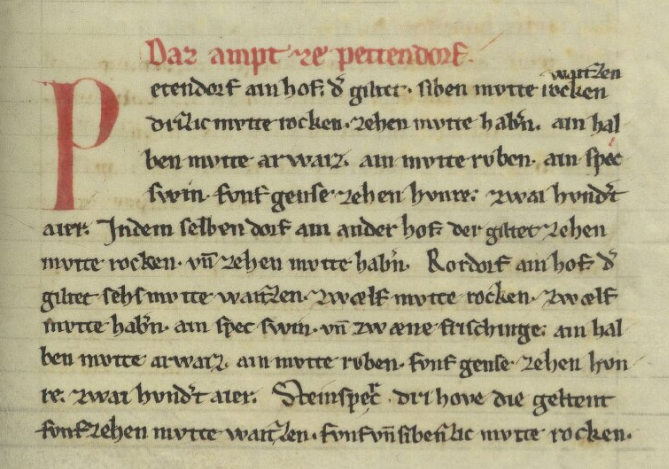
Eintrag zum Amt Pettendorf im Ältesten bayerischen Herzogsurbar

„Daz amt zu Pettendorf. Pettendorf ain hof der giltet siben mvtte waitzen, drizic  mvtte rocken, zehen mvtte habern, ain halben mvtte arwaiz, ain mvtte rvben, ain spec Swin, fvnf gense, zehen hvnre, zwai hvdert aier. In dem selben dorf ain ander hof der giltet zeben mvttue rocken vnde zehen mvtte habern ...“

„Das Amt zu Pettendorf. In Pettendorf gibt ein Hof sieben Mut Weizen, dreißig Mut Roggen, zehn Mut Hafer, ein halber Mut Erbsen, ein Mut Rüben, ein Speckschwein, fünf Gänse, zehn Hühner, zweihundert Eier. In demselben Dorf gibt ein anderer Hof zehn Mut Roggen und zehn Mut Hafer ...“

## Zweck und Bedeutung
Das Urbar dokumentiert die Fortentwicklung der Verwaltung durch die herzogliche Kanzlei und ist Zeugnis für die straffe Organisation des jungen Herzogtums. Es zeigt, wie weit der Ausbau des Landes bereits unter Herzog Ludwig I. gediegen war. Die Grundlage der Verwaltung bildeten nicht mehr die Grafschaften, sondern 36 „Ämter“ oder „Gerichte“ (officium), denen wiederum 40 „Schergen- (officium preconis)“ bzw. „Kastenämter“ zugeteilt waren. An der Spitze standen nicht mehr Lehensmannen, die ihre Ämter vererben konnten, sondern besoldete Amtmänner, die unter Bezeichnungen fungieren, die entweder aus der gräflichen und vogteilichen Gerichtsbarkeit stammen, wie z. B. Amann, claviger, Richter und Scherge, oder die aus der Grundherrlichkeit hervorgegangen sind, wie z. B. Kämmerer, Kastner und Probst. Diese Personen können auch die Aufgaben eines Richters, Steuereinnehmers und Heerführers wahrnehmen.

## Überlieferung und Fortsetzung
Nach dem Tod von Otto II. kam es unter seinen Söhnen Ludwig der Strenge und Heinrich XIII. (Bayern) zur Bayerische Landesteilung von 1255 und das Urbar wurde in der ursprünglichen Form nicht weitergeführt. Stattdessen wurden weitere Urbare angelegt, welche die Besitzungen für das Herzogtum Oberbayern und das Herzogtum Niederbayern getrennt umfassten, wie z. B. das Ludovici Severi Salbuch über den Nordgau von 1285, das Niederbayerische Salbuch von 1300 oder das Salbuch des Herzogtums Bayern-Landshut von 1427.
Eine teilweise Fortführung stellt auch das Urbarbuch des Viztumamtes an der Rott dar, angelegt unter Herzog Heinrich XIV. (der Reiche) um 1301–1307; in diesem wird mehrmals auf ein „alt Puch“ (antiquus liber) Bezug genommen, mit dem in Einzelfällen das Älteste bayerische Herzogsurbar gemeint sein kann. Auch das Urbar über das Viztumamt Straubing mit den Gülten des Niederlands und des Nordgaus, entstanden ca. 1300, nimmt mehrmals Bezug auf ein „alt puch“. Weitere bayerische Teilverzeichnisse sind das Urbar- und Schuldbuch Herzog Albrechts I. von Straubing-Holland, das durch Herzog Albrecht I. von Straubing-Holland um 1360 angelegt wurde, der Appendix ad urbarium Baiuvariae superioris, vicedominatus Monacensis, Summae redituum ex officiis et granariis citra Danubium aus der 1. Hälfte 14. Jhd. oder das Oberbayerische Urbar des Viztumamtes München aus dem 14. Jahrhundert.